# الاواتوگودا
الاواتوگودا (به لاتین: Alawatugoda) یک منطقهٔ مسکونی در سری‌لانکا است که در استان مرکزی (سری‌لانکا) واقع شده‌است.